# Notophthiracarus austroafricanus
Notophthiracarus austroafricanus är en kvalsterart som först beskrevs av Sandór Mahunka 1984.  Notophthiracarus austroafricanus ingår i släktet Notophthiracarus och familjen Phthiracaridae. Inga underarter finns listade i Catalogue of Life.